# Elfwald I z Nortumbrii

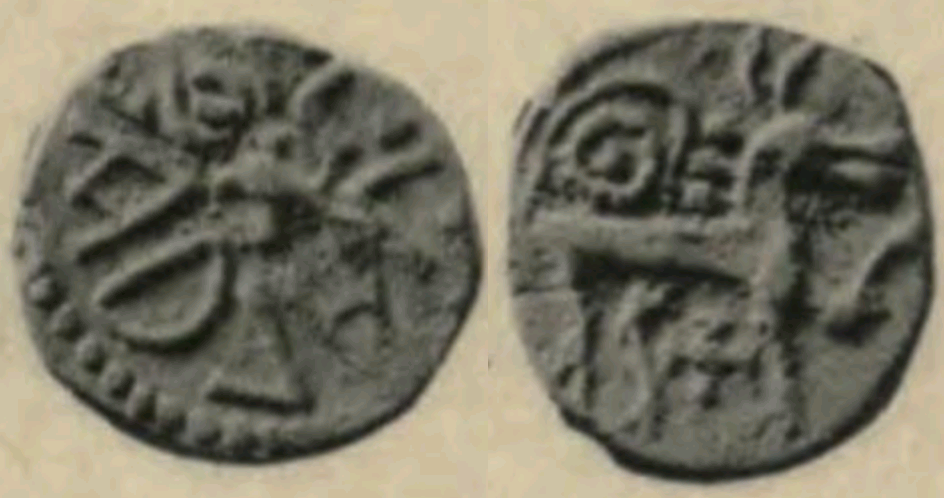
Sceat Elfwalda I

Elfwald I z Nortumbrii, Alfwold, Aluuoldus, Alwold, Ælfwold, Ælfwald (ur. w VIII wieku; zm. 23 września 788) – władca anglosaskiego królestwa Nortumbrii w latach 778-788.

## Pochodzenie
Jako syn króla Oswulfa, Elfwald był athelingiem Nortumbrii z dynastii Eatingów. Miał dwóch synów: Elfa i Elfwine. Jego siostra, Osgifu, została żoną Alhreda.

## Panowanie
W 778 roku arystokracja Nortumbrii zdetronizowała syna Etelwalda Molla, Etelreda i zmusiła go do emigracji. Zwolennicy dynastii Eatingów wybrali na króla właśnie Elfwalda.
Elfwald został zamordowany 23 września 788 przez ealdormana o imieniu Sicga. Został pochowany w opactwie Hexham, gdzie czczono go jako świętego.
W momencie śmierci ojca Elf i Elfwine byli jeszcze zbyt młodzi, by zająć jego miejsce. Sukcesorem Elfwalda został więc jego siostrzeniec Osred.